# Pastinachus solocirostris
Pastinachus solocirostris är en rockeart som beskrevs av Last, Manjaji och Yearsley 2005. Pastinachus solocirostris ingår i släktet Pastinachus och familjen spjutrockor. IUCN kategoriserar arten globalt som starkt hotad. Inga underarter finns listade i Catalogue of Life.